# Posavska grupna nogometna liga 1979./80.
"Posavska grupna nogometna liga" ("Posavska nogometna liga") je bila jedna od četiri grupne lige "Međuopćinskog nogometnog saveza Brčko" i liga šestog stupnja nogometnog prvenstva Jugoslavije u sezoni 1979./80. 
 
Sudjlovalo je 14 klubova, a prvak je bio "Zadrugar" iz Skugrića Gornjeg. 

## Ljestvica
| mj. | klub                         | ut. | pob. | ner. | por. | gol+ | gol- | bod |
| --- | ---------------------------- | --- | ---- | ---- | ---- | ---- | ---- | --- |
| 1.  | Zadrugar Skugrić Gornji      | 26  |      |      |      | 63   | 32   | 36  |
| 2.  | Crvena zvijezda Gajevi       | 26  |      |      |      | 43   | 28   | 34  |
| 3.  | Mladost Domaljevac           | 26  |      |      |      | 56   | 52   | 30  |
| 4.  | Jedinstvo Donje Ledenice     | 26  |      |      |      | 53   | 43   | 28  |
| 5.  | Crvena zvijezda Obudovac     | 26  |      |      |      | 58   | 57   | 28  |
| 6.  | OFK Vida                     | 26  |      |      |      | 60   | 58   | 26  |
| 7.  | Zvijezda Kruškovo Polje      | 26  |      |      |      | 51   | 56   | 26  |
| 8.  | Zasavica                     | 26  |      |      |      | 46   | 45   | 25  |
| 9.  | Mladost Sibovac              | 26  |      |      |      | 49   | 60   | 25  |
| 10. | Sloga Donji Skugrić          | 26  |      |      |      | 40   | 50   | 24  |
| 11. | Mladost Tišina               | 26  |      |      |      | 66   | 50   | 23  |
| 12. | Mladost Hasići (Donji Hasić) | 26  |      |      |      | 47   | 57   | 23  |
| 13. | Jedinstvo Crkvina            | 26  |      |      |      | 55   | 83   | 19  |
| 14. | Budućnost Gornja Slatina     | 26  |      |      |      | 50   | 74   | 17  |

## Rezultatska križaljka
| kratica | klub                         | BUD | CRVZG | CRVZO | JEDC | JEDDL | MLAD | MLAH | MLAS | MLAT | OFKV | SLO | ZAD | ZAS | ZVI |
| --- | ---------------------------- | --- | ----- | ----- | ---- | ----- | ---- | ---- | ---- | ---- | ---- | --- | --- | --- | --- |
| BUD | Budućnost Gornja Slatina     |     |       |       |      |       |      |      |      |      |      |     |     |     |     |
| CRZVG | Crvena zvijezda Gajevi       |     |       |       |      |       |      |      |      |      |      |     |     |     |     |
| CRVZO | Crvena zvijezda Obudovac     |     |       |       |      |       |      |      |      |      |      |     |     |     |     |
| JEDC | Jedinstvo Crkvina            |     |       |       |      |       |      |      |      |      |      |     |     |     |     |
| JEDDL | Jedinstvo Donje Ledenice     |     |       |       |      |       |      |      |      |      |      |     |     |     |     |
| MLAD | Mladost Domaljevac           |     |       |       |      |       |      |      |      |      |      |     |     |     |     |
| MLAH | Mladost Hasići (Donji Hasić) |     |       |       |      |       |      |      |      |      |      |     |     |     |     |
| MLAS | Mladost Sibovac              |     |       |       |      |       |      |      |      |      |      |     |     |     |     |
| MLAT | Mladost Tišina               |     |       |       |      |       |      |      |      |      |      |     |     |     |     |
| OFKV | OFK Vida                     |     |       |       |      |       |      |      |      |      |      |     |     |     |     |
| SLO | Sloga Donji Skugrić          |     |       |       |      |       |      |      |      |      |      |     |     |     |     |
| ZAD | Zadrugar Skugrić Gornji      |     |       |       |      |       |      |      |      |      |      |     |     |     |     |
| ZAS | Zasavica                     |     |       |       |      |       |      |      |      |      |      |     |     |     |     |
| ZVI | Zvijezda Kruškovo Polje      |     |       |       |      |       |      |      |      |      |      |     |     |     |     |
| |                              |     |       |       |      |       |      |      |      |      |      |     |     |     |     |
| podebljan rezultat - utakmice od 1. do 13. kola (1. utakmica između klubova) rezultat normalne debljine - utakmice od 14. do 26. kola (2. utakmica između klubova) rezultat nakošen - nije vidljiv redoslijed odigravanja međusobnih utakmica iz dostupnih izvora rezultat nakošen i smanjen * - iz dostupnih izvora nije uočljiv domaćin susreta prekrižen rezultat - poništena ili brisana utakmica p - utakmica prekinuta 3:0 p.f. / 0:3 p.f. - rezultat 3:0 bez borbe n.i. - nije igrano |                              |     |       |       |      |       |      |      |      |      |      |     |     |     |     |

 Izvori: 

## Unutrašnje poveznice
- Međuopćinska liga Brčko 1979./80.
- Posavsko-podmajevička grupna liga 1979./80.